# Strangalia semifulva
Strangalia semifulva là một loài bọ cánh cứng trong họ Cerambycidae.